# Agastya Malai
Agastya Malai (tamil: அகத்தியமலை அல்லது அகத்தியக் கூடம், malayalam: അഗസ്ത്യകൂടം) är ett berg i Indien.   Det ligger i delstaten Tamil Nadu, i den södra delen av landet, 2 200 km söder om huvudstaden New Delhi. Toppen på Agastya Malai är 1 868 meter över havet.
Terrängen runt Agastya Malai är varierad. Agastya Malai är den högsta punkten i trakten. Runt Agastya Malai är det tätbefolkat, med 947 invånare per kvadratkilometer. Det finns inga samhällen i närheten. I omgivningarna runt Agastya Malai växer i huvudsak städsegrön lövskog.